# Jøran Kallmyr
Jøran André Smedal Kallmyr (15 de abril de 1978) es un político y jurista noruego del Partido del Progreso que fue ministro de Justicia de 2019 a 2020.

## Biografía
Kallmyr nació el 15 de abril de 1978 en el municipio de Fræna en la provincia de Møre og Romsdal.
Fue Secretario de Estado en el Ministerio de Justicia y Seguridad Pública de 2014 a 2016.
Kallmyr fue comisionado interino de bienestar y servicios sociales de la ciudad de Oslo entre 2008 y 2009. De 2009 a 2011 fue comisionado de Transporte y Medio Ambiente de la ciudad de Oslo. Tras las elecciones locales de 2011, le sucedió Ola Elvestuen.
Kallmyr fue abogado y socio del bufete Ræder AS de 2012 a 2014, de 2016 a 2019 y nuevamente desde 2020. Allí se especializó en derechos de propiedad, derecho administrativo y cuestiones regulatorias.

### Ministro de Justicia
Kallmyr se convirtió en ministro de Justicia e Inmigración en el Gobierno Solberg el 29 de marzo de 2019 tras la renuncia de Tor Mikkel Wara.
A los dos meses de asumir el cargo, surgió una controversia en torno a la au pair de su familia, que se vio obligada a abandonar el país tras violar la Ley de Inmigración.
En enero de 2020, Monica Mæland lo sucedió como ministro de Justicia después de que su partido decidiera retirarse del gabinete por una disputa sobre una mujer musulmana con un niño enfermo que fue traída de regreso desde Siria. Kallmyr apoyó la decisión de su partido de retirarse del gabinete.
Se casó con Torunn Smedal Kallmyr, con quien tiene hijos.